# Oleksandr Hladun
Oleksandr Oleksandrowytsch Hladun (meist Alexander Gladun oder „Sascha“ Gladun, ukrainisch Олександр Олександрович Гладун, Oleksandr Oleksandrowytsch Hladun, russisch Александр Александрович Гладун, Alexander Alexandrowitsch Gladun, * 23. Januar 1973 in Kiew, Ukrainische SSR) ist Generalsekretär des ukrainischen Handballverbandes und ehemaliger Handballspieler.

## Spielerkarriere

### Verein
„Sascha“ Gladun spielte in seiner ukrainischen Heimat für Schachtar sowie für den russischen Verein GK Newa St. Petersburg, mit dem er 1993 die erstmals ausgetragene russische Meisterschaft gewann. 1996 holte ihn Bob Hanning nach Deutschland zur SG Solingen. Im Januar 1997 wechselte der zwei Meter große linke Rückraumspieler zum spanischen Verein CB Cangas. Von November 1997 bis Sommer 1998 spielte er erneut für Solingen. Von 1998 bis 2002 lief der Ukrainer für den deutschen Verein CSG Erlangen bzw. nach der Fusion mit der HG Erlangen im Jahr 2001 für den HC Erlangen in der 2. Handball-Bundesliga auf. Anschließend ging er nach Italien zu Pallamano Triest, mit dem er an der EHF Champions League 2002/03 teilnahm, wo er in der Gruppenphase auf seinen ehemaligen Verein aus Donezk traf. Nach einer Saison kehrte er nach Deutschland zurück und spielte für den Regionalliga-Aufsteiger VfB Forchheim. Nach dem zwischenzeitlichen Abstieg in die Bayernliga wechselte er im Jahr 2007 zum Aufsteiger TSV Winkelhaid. Nach einer Station beim HV Wernigerode kehrte er im März 2012 kurzzeitig nach Solingen zur HSV Solingen-Gräfrath zurück.

### Nationalmannschaft
Gladun stand im Aufgebot der russischen Juniorennationalmannschaft.
Mit der ukrainischen Nationalmannschaft nahm Gladun an der Weltmeisterschaft 2001 (7. Platz) sowie an den Europameisterschaften 2002 (11. Platz) und 2006 (12. Platz) teil. Insgesamt bestritt er 80 Länderspiele für die Ukraine.

## Berufliche Laufbahn
Als Trainer war Gladun, der in seiner Heimat ein Handball-Diplom abschloss, in Kloster Ettal für die Jugend und beim TSV Herrsching für die Männermannschaft zuständig.
Mit seiner Frau und dem gemeinsamen Sohn leben sie in Bayern. Gladun arbeitet dort als Sportlehrer an einer Realschule. Zudem ist er Generalsekretär des ukrainischen Handballverbandes.